# Dasyhelea latiforceps
Dasyhelea latiforceps är en tvåvingeart som beskrevs av Clastrier 1983. Dasyhelea latiforceps ingår i släktet Dasyhelea och familjen svidknott.
Artens utbredningsområde är Seychellerna. Inga underarter finns listade i Catalogue of Life.